# Ruby Lightfoot
Ruby Lightfoot (* 23. September 2005 in Los Angeles, Los Angeles County, Kalifornien) ist ein US-amerikanisches Model, Schauspielerin und Webvideoproduzentin.

## Leben
Lightfoot wurde am 23. September 2005 in Los Angeles geboren. Sie ist irisch-indischer Abstammung und hat drei ältere Brüder. Ab ihrem neunten Lebensjahr übernahm sie erste Modelaufträge. Ein Jahr später nahm sie an der Castingshow America’s Next Kids Top Model teil. Es folgten Fotoshootings für das Wild Child Magazine und das Child Model Magazine. Von 2016 bis 2019 besuchte sie die Enlightium Academy in Spokane, die sie mit einem High School Diploma in Modemodellierung verließ. Sie gehört der Gruppe The Squad an, die über YouTube Webvideos produziert und veröffentlicht. Daneben betreibt sie einen eigenen YouTube-Kanal.
2015 wirkte Lightfoot in einem Kurzfilm mit, der das Musikvideo zum Lied Bitch I’m Madonna von Madonna und Nicki Minaj parodierte. Im selben Jahr spielte sie in der Kurzfilm-Parodie Madonna’s Bad Blood Freaky Friday Fail mit. 2016 stellte sie im Film Trash Fire die Rolle der jungen Pearl dar, deren erwachsenes Alter Ego von AnnaLynne McCord dargestellt wurde. Im selben Jahr wirkte sie als Nebendarstellerin im Kurzfilm Marty: A Wild West Neverland mit und verkörperte die größere Rolle der Lisa Marie im Fernsehfilm Elvis lebt! – Nicht tot, nur Undercover, der die letzten – teilweise fiktiven – Lebensjahre von Elvis Presley behandelt. 2020 war sie im Musikvideo zum Lied Bby i... der Sängerin Piper Rockelle zu sehen und wirkte in den Miniserien Claire RockSmith und Piper Rockelle mit.

## Filmografie (Auswahl)
- 2015: Madonna ft. Nicki Minaj: Bitch I'm Madonna Parody (Kurzfilm)
- 2015: Madonna's Bad Blood Freaky Friday Fail (Kurzfilm)
- 2016: Trash Fire
- 2016: Marty: A Wild West Neverland (Kurzfilm)
- 2016: Elvis lebt! – Nicht tot, nur Undercover (Elvis Lives!, Fernsehfilm)
- 2020: Claire RockSmith (Miniserie)
- 2020: Piper Rockelle (Miniserie)